# Kidentai
La parola giapponese kidentai (紀伝体?) ("storiografia biografica") designa una forma di storiografia estasiatica, che a differenza dell'ordine cronologico (編年体, hennentai, annalistica) si orienta sulle biografie delle personalità storiche.
Come tale essa è principalmente un elemento strutturale della storiografia, quindi non di scritti d'invenzione. Come elemento strutturale lo stile kidentai tuttavia è anche una proprietà dei racconti storici (rekishi monogatari) del Giappone. La letteratura monogatari in Giappone ha influito profondamente sulla storiografia e secondo Jürgen Bernd ha contribuito alla nascita di una lingua letteraria autonoma, indipendente dalla Cina. L'ordine cronologico e biografico è completato da un primo tipo di storiografia, dall'annalistica strutturata tematicamente (紀事本末体, kiji honmatsutai).

## Forme
Hongi (本紀)
registra cronologicamente gli eventi e gli avvenimenti che stanno insieme a un Tennō o a una casata regnante. Un esempio è il Kōso honki (otto maki) dell'opera storica cinese Shiji.
Seika (世家)
il seika a differenza dell'honki comprende gli eventi che riguardano i principi feudali (ad esempio i daimyō). Esempi sono le cronache dello stato di Zhao (趙世家, chōseika) o le cronache su Confucio nello Shiji.
Retsuden (列伝)
riporta la vita di una singola persona, per lo più di un funzionario statale e in questo contesto frequentemente anche gli usi e costumi di un popolo straniero.
Shi (志)
cronaca storica di astronomia, geografia, istituzioni, riti e musica suddivisa per materie.
Hyō (表)
vari tipi di tabelle cronologiche della durata di un anno o di un mese.
Saiki (載記)
cronache su zone di dominio o di influenza in diverse regioni. Assomigliano ai seika per il fatto che danno informazioni anche sui signori feudali che si arrogavano la rivendicazione del potere del Tennō, si differenziano invece per il fatto che hanno per oggetto anche numerosi eroi di conflitti armati e le origini del conflitto. Usati per la prima volta nel Libro dei Jin.
Shushishō (修史詔)
nello shushishō sono compilati decreti imperiali o raccolte anche copie di documenti che furono redatti per decreto imperiale.
Shii (四夷)
come cronaca storica di individui di popoli stranieri possiede una certa autonomia rispetto alle forme elencate.
Kokugokai (国語解)
Rappresentazione di dinastie straniere e delle peculiarità di lingue straniere con spiegazioni allegate; esempio: Liao Shi (遼史, Storia di Liao).

## Caratteristiche
A differenza dell'"annalistica", dell'hennentai, che rileva cronologicamente le informazioni sui paesi e sulle persone, la "storiografia biografica" (kidentai) è caratterizzata da ripetizioni e ridondanze. Questa qualità le rende invece più facilmente comprensibili. L'annalistica ordinata cronologicamente fu usata in parte in Cina per la prima volta con gli Annali delle primavere e degli autunni (春秋T, ChūnqiūP). Questo cambiò in favore dello Shiji dello storico cinese Sima Qian. Le Ventiquattro Storie usano ad esempio lo stile kidentai, come pure l'opera storica giapponese Dainihon-shi (大日本史).
Oltre a ciò esistono anche cronache nello stile kiji honmatsutai, che presenta gli eventi storici come "annalistica tematica" in forma narrativa e con azione. Le cronache nel kokushitai (国史体) trattano esclusivamente di eventi specifici del Giappone e registrati in ordine cronologico. Da questa forma di cronaca storica si svilupparono i kanbunden (漢文伝), che riuniscono biografie redatte in kanbun.